# Glossopteris
Glossopteris (do grego glossa, significando "língua", porque as suas folhas tinham o formato assemelhado ao de uma língua) é o maior e mais conhecido gênero da extinta ordem de samambaias com sementes conhecidos como Glossopterídeas. Por muito tempo considerados samambaias depois de sua descoberta em 1824, mais tarde foram incluídos entre as gimnospermas. O gênero está colocado na divisão das Pteridospermatófitas.
Glossopteris eram árvores ou arbustos lenhosos e portadores de sementes, de 4 a 6 metros de altura. Elas possuíam um interior de madeira mole que se assemelhava com as coníferas da família das atuais araucárias. Sementes e órgãos portadores de pólen nasciam em pinhas na ponta de pequenas hastes presas nas folha. Ainda assim, algumas espécies podem ter desenvolvido sementes em estruturas parecidas com cones. As folhas podiam exceder 30 cm de comprimento.
As Glossopterídeas se desenvolveram durante o Permiano no grande continente meridional de Gondwana. São consideradas um fóssil guia mundial para as sequências gondwânicas e o principal conteúdo fossilífero dos carvões permianos, que são extraídos na Austrália, África do Sul e América do Sul. Estas plantas continuaram a se tornar parte dominante da flora meridional por todo o período Permiano até o começo do Triássico, entretanto se extinguiram no final deste período.
As Glossopteris tinham a copa parecida com uma árvore de natal. Ao invés de agulhas, elas tinham folhas largas e enormes com o formato de lança ou língua que caíam no chão no final do verão. Não é sabido se as folhas trocavam de cor antes de cair mas é bem provável que sim. Os anéis fossilizados das árvores do gênero indicam que elas cresciam constantemente no verão e paravam de crescer abruptamente no inverno.
Mais de 70 espécies de fósseis deste gênero foram reconhecidas só na Índia, com espécies adicionais na América do Sul, África, Austrália e Antártida. Somente alguns poucos exemplares no hemisfério norte foram considerados membros deste grupo, mas não são definitivamente identificados como tal seguramente.
Os fósseis de Glossopteris são surpreendentemente homogêneos e estão distribuídos pelo hemisfério sul. Vinte espécies de folhas encontradas na Antártida são comuns em rochas de idade geológica similar na Índia, localizada agora ao norte do equador e a meio mundo de distância. As sementes, grandes demais para serem levadas pelo vento, não poderiam ser levadas pelo mesmo por milhares de quilômetros de mar aberto, nem poderiam ter flutuado por tais distâncias no vasto oceano. Fatos como esse levaram o geólogo Eduard Suess a deduzir que teria havido uma ponte de terra entre estas áreas. Ele nomeou essa enorme massa de terra de Gondwanaland (nomeada devido ao nome do lugar na Índia aonde a planta Glossopteris foi achada). Estes mesmos fatos também dariam suporte à teoria da deriva continental de Alfred Wegener.

## Afloramentos no Brasil
O primeiro trabalho a registrar a ocorrência de horizontes megaflorísticos associados às camadas de carvão dentro de um enfoque paleogeográfico e paleoclimático, na Bacia do Paraná, no Brasil meridional, foi o estudo realizado pelo geólogo Israel Charles White em 1908. Isto permitiu uma extensa correlação intra-gondwânica entre os depósitos carboníferos do sul do Brasil e aqueles registrados na África do Sul, na Austrália, Índia e Antártida, mostrando inclusive que esta última já esteve em paleolatitudes menos próximas do polo sul do que no momento, permitindo a ocorrência de uma extensa flora. 
No Rio Grande do Sul, foram encontradas na  Mina Faxinal em Arroio dos Ratos, Mina Morro do Papaléo em Mariana Pimentel e Quitéria em Pantano Grande. As espécies foram encontradas na Formação Rio Bonito e eram das espécies G. angustifolia, G. brasiliensis, G. browniana, G. communisi, G. indica e G. occidentalis.